# Emilia Monjowa Lifaka
Emilia Monjowa Lifaka, née le 11 avril 1959  et morte le 20 avril 2021, est une femme politique et députée camerounaise.

## Biographie

### Enfance, formation et débuts
Emilia Monjowa Lifaka est née le 11 avril 1959. Elle est originaire du village de Bonjongo, dans la commune de Buéa. Elle fait ses études universitaires au Royaume-Uni, puis aux Etats Unis et obtient un diplôme en secrétariat et en études commerciales au Crown Secretarial College à Londres, puis un diplôme en gestion administrative de l'Université de l'Eastern Shore du Maryland.

### Carrière
Elle est député de la circonscription du Fako Ouest à l'Assemblée Nationale du Cameroun depuis la 7e législature, élue en 2002. Elle est reconduite à la suite des élections législatives de 2007, 2013 et 2020. À l'Assemblée nationale, elle est tour à tour membre de la commission des finances et du budget, membre de la commission des lois constitutionnelles, membre du comité exécutif de bonne gouvernance et membre de la commission nationale des droits de l'homme et des libertés. Elle est élue Vice-Présidente de l'Assemblée nationale en 2009.
Elle est par ailleurs élue membre titulaire du comité central du RDPC, le parti au pouvoir, par le Congrès de septembre 2011.
De 2017 à 2021, elle préside l'exécutif de l'association des parlementaires du Commonwealth (CPA),. En effet, elle est élue à la tête du comité exécutif de la CPA le 7 novembre 2017, au cours d'une session de l'organisation organisée à Dacca,.
Elle est décédée le mardi 20 avril 2021 à la suite d'un malaise,.

### Engagement social
En septembre 2020, Emilia Monjowa crée la fondation Emilia Monjowa Lifaka à Buéa. Cette fondation offre des dons à la communauté.    

## Distinctions
- En 2020, elle reçoit la distinction d'Ambassadrice pour la Nutrition, décernée par le SUN Mouvement, une initiative de l'organisation internationale Helen Keller International[11].
- Chevalier de l'Ordre national du mérite du Cameroun
- Officier de l'Ordre National du Mérite du Cameroun
- Chevalier de l'Ordre national de la vaillance